# Frangula rhododendriphylla
Frangula rhododendriphylla là một loài thực vật có hoa trong họ Táo. Loài này được (Y.L.Chen & P.K.Chou) H.Yu, H.G.Ye & N.H.Xia mô tả khoa học đầu tiên năm 2008.